# Gerboise Bleue
Gerboise Bleue (en español, jerbo azul) fue el primer ensayo de la primera arma nuclear francesa. El 13 de febrero de 1960 se detonó en el campo de ensayo nuclear de Reggane, en Tanezrouft (en el centro del desierto del Sáhara), que por aquel entonces pertenecía a Francia. 
El nombre de la bomba proviene del pequeño roedor  jerbo, que habita en la zona, (gerboise, en francés) y del color azul, haciendo referencia al color de la bandera francesa usado como predominante en el exterior. La segunda y la tercera bombas francesas se llamaron respectivamente Gerboise Blanche (jerbo blanco) y Gerboise Rouge (jerbo rojo). 
La primera bomba tenía una potencia de 70 kilotones y se colocó para la prueba sobre una torre de 100 metros de altura. 
Uno de sus creadores fue el general Pierre-Marie Gallois. Brillantes científicos franceses, como Frédéric Joliot-Curie, Bertrand Goldschmidt y otros, se consagraron a la fabricación de la bomba. Los trabajos se desarrollaron en el mayor secreto durante una decena de años. Los militares se asociaron al proyecto en el último momento

## La más potente de las primeras pruebas
Con Gerboise Bleue, Francia se convirtió en la cuarta potencia nuclear, después de Estados Unidos, Rusia y Reino Unido. Con sus 70 kilotones, Gerboise Bleue fue, en su momento, la prueba nuclear en estreno más potente con diferencia, por encima de la americana Trinity (20 kt), la soviética RDS-1 (22 kt) o la británica Hurricane (22 kt). Su potencia fue mayor que la suma de las anteriores.